# Maianthemum bifolium
Maianthemum bifolium es una especie de planta con rizoma perteneciente a la familia de las asparagáceas. Es originaria del oeste de Europa hasta Siberia, China y Japón.

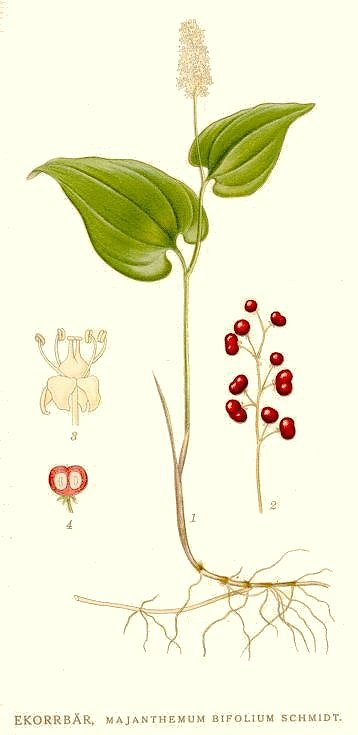
Ilustración

## Descripción
Los tallos sin florales por lo general sólo tienen una hoja de cera, pero en los tallos con flores hay una hoja basal que se marchita antes de la floración, y dos hojas del tallo que se producen alternativamente sobre los tallos altos de 10-20 cm de altura, que se rematan con estrellas blancas en forma de muchas flores. Las hojas son triangulares, de 3-8 cm de largo y 2.5 cm de ancho, con pequeños pelos finos en las venas. La flor tiene cuatro pétalos, la floración es a mediados de primavera hasta principios de verano. Esta especie, junto con Maianthemum canadense y Maianthemum dilatatum son las únicas especies con cuatro pétalos. Una a dos semillas se producen en bayas redondas de color rojo moteado cuando inmaduras y que enrojecen con la edad. 

## Hábitat
Esta especie se encuentra en el estado silvestre en los bosques abiertos y en los suelos húmedos en las zanjas cubiertas de hierba y matorrales.

## Taxonomía
Maianthemum bifolium fue descrita por (Linneo) F.W.Schmidt y publicado en Flora Boemica, 4: 55, en el año 1794.
Sinonimia
| - Bifolium cordatum G.Gaertn., B.Mey. & Scherb. - Convallaria bifolia L. basónimo - Convallaria cordifolia (Moench) Stokes - Convallaria monophylla Oeder - Convallaria pulchella Salisb. - Convallaria quadrifida Lam. - Convallaria tetrapetala Gilib. - Maia bifolia (L.) Salisb. - Maianthemum convallaria F.H.Wigg. - Maianthemum cordifolium Moench - Maianthemum nipponicum Nakai - Maianthemum smilacinum Montandon - Monophyllon lobelii Delarbre - Sciophila convallarioides Wibel - Smilacina bifolia (L.) Ker Gawl. - Smilacina bifolia (L.) Desf. - Smilacina cordifolia (Moench) Becker - Styrandra bifolia (L.) Raf. - Styrandra petiolaris Raf. - Unifolium bifolium (L.) Greene - Unifolium bifolium var. canadense Farw. - Unifolium quadrifidum (Lam.) All. - Valentinia bifolia (L.) Baill. |